# PlayStation Broadband Navigator
O PlayStation Broadband Navigator (também conhecido como BB Navigator e PSBBN) foi um software desenvolvido para consoles japoneses PlayStation 2 que fornece uma interface para o gerenciamento de dados na unidade HDD do PlayStation 2.

## História
- PSBBN versão 0.10 – Essa versão de pré-lançamento foi distribuída junto com os primeiros kits BB Unit (pacotes contendo o adaptador de rede e o HDD) no Japão, no início de 2002, substituindo o HDD Utility Disc versão 1.00. No entanto, ela não possuía a funcionalidade de armazenar e gerenciar saves de jogos no disco rígido, algo que estava presente no disco utilitário anterior.
- PSBBN versão 0.20 – Lançada no final de 2002, essa versão trouxe várias melhorias na interface do software, incluindo a capacidade de se atualizar automaticamente via conexão de internet banda larga, além de adicionar suporte para gerenciamento de arquivos de salvamento de jogos.
- PSBBN versão 0.30 – Disponibilizada em meados de 2003, essa versão adicionou acesso ao serviço feega da Sony (usado para cobrança de mensalidades de certos jogos online) e um programa de e-mail integrado. A versão 0.31 foi lançada no final de 2003, essa versão teve como principal objetivo corrigir uma vulnerabilidade  presente nas versões anteriores.
- PSBBN versão 0.32 – Lançada no início de 2004, é a versão mais recente conhecida do software. A principal mudança foi a remoção do Audio Player no canal de música, função que permitia transferir músicas entre o HDD e um MiniDisc player nas versões anteriores.

Os serviços online relacionados ao software foram encerrados em 31 de março de 2016.

## Restrições
O disco de instalação do PlayStation Broadband Navigator possui um bloqueio regional mais rígido do que o software padrão do PlayStation 2, sendo executado apenas em consoles NTSC-J com número de modelo terminando em 0 (modelos vendidos exclusivamente no Japão). Tornando o software incompatível com consoles PlayStation 2 coreanos e asiáticos, mesmo sendo NTSC-J. Além disso, o software não funciona caso um adaptador de rede de marca não-Sony esteja instalado no console.

## Funcionalidades
O PlayStation Broadband Navigator oferece vários recursos que não estão disponíveis no PS2 Navigator padrão. Algumas versões japonesas aproveitam esses recursos e podem até exigir uma versão específica (ou superior) do software.
- Os recursos do software incluem:
  1. Canal de jogos
    - Acesso a sites on-line, semelhantes a páginas da web, para vários ISPs e editores de software (somente na versão 0.20 e superior)
      - Demonstrações de jogos para download ou jogos completos (ex.:demo Pop'n Taisen Puzzle-dama Online, jogo completo Star Soldier BB, jogo completo Milon's Secret Castle)
      - Arquivos de imagem e filme para download
      - Páginas de informações sobre lançamentos e serviços passados, atuais e futuros

    - Um ponto de partida para jogos inicializáveis instalados no HDD

  2. NetFront 3.0, um navegador da web baseado em Linux
  3. Canal de Música
    - Fornece uma ferramenta para converter um CD de áudio em arquivos de áudio no HDD
    - Fornece um sistema de organização para arquivos de áudio armazenados no HDD e um meio de reproduzi-los
    - Fornece um meio de transferir arquivos de áudio entre um reprodutor MiniDisc e o HDD por meio de uma conexão USB (somente nas versões 0.20 a 0.31)

  4. Canal de Fotos
    - Fornece um sistema de organização para arquivos de imagem armazenados no HDD e um meio de visualizá-los
    - Fornece um meio de transferir arquivos de imagem entre a maioria dos dispositivos de armazenamento USB e o HDD

  5. Canal de Filmes
    - Fornece um sistema de organização para arquivos de vídeo armazenados no HDD e um meio de visualizá-los

  6. gerenciamento de conta feega (somente nas versões 0.30 e superiores; necessário para Net de Bomberman e Minna no Golf Online)

## Lançamento fora do Japão
A Sony Computer Entertainment America (SCEA) lançou o HDD em 23 de março de 2004, acompanhado do HDD Utility Disc 1.01, junto com o jogo Final Fantasy XI. Consumidores que conheciam o PlayStation Broadband Navigator ficaram confusos por ele não estar incluído no disco utilitário. A resposta da SCEA sempre foi que o PlayStation Broadband Navigator seria lançado na América do Norte “em uma data futura”. No fim das contas, o Broadband Navigator nunca foi lançado fora do Japão, pois a Sony Computer Entertainment passou a fabricar apenas os modelos slim do PlayStation 2, que não suportavam o HDD, e também encerrou a fabricação das unidades de HDD para a região norte-americana.
Além disso, a Sony Computer Entertainment Europe lançou o HDD como parte do PS2 Linux Kit na Europa em 22 de maio de 2002.
O Broadband Navigator pode ser usado em qualquer PS2 usando uma versão modificada/crackeada criada por um fãs.

## Software compatível
Veja Compartimento de expansão do PlayStation 2.